# Eryngium wiegandii
Eryngium wiegandii là một loài thực vật có hoa trong họ Hoa tán. Loài này được Adamovic mô tả khoa học đầu tiên năm 1905.